# 7948 Вітакер
7948 Вітакер (7948 Whitaker) — астероїд головного поясу, відкритий 24 квітня 1992 року.
Тіссеранів параметр щодо Юпітера — 3,500.